# Зорівка (Полтавський район)
Зо́рівка село в Україні, у Полтавській міській громаді Полтавського району Полтавської області. Давня назва поселення хутір Полузір'я. За переписом 2001 р. населення становить 133 особи. До 2020 орган місцевого самоврядування — Гожулівська сільська рада.

## Історія
Після поразки України в російсько-українських визвольних змаганнях в хуторі, з відібраних у сільських власників господарств, було утворено комуну - колгосп. До окупації Полтавщини німецькими військами під час Другої світової війни в хуторі Полузір'я була чотирьохрічна школа, у хуторі діяла художня самодіяльність. Молодь і старші, переважно жінки, збирались біля лісу Камайгородок де відбувались репетиції і самодіяльні концерти. У вересні 1943 року хутір був спалений відступаючими в бік с. Абазівки німецькими військовими карателями. У 1965 році Полузірський колгосп після  об'єднання з іншими колгоспами, які знаходились на теренах  Гожулівської сільської ради в колгосп імені Кірова з центром у с. Гожули, був перетворений у бригаду. В тому ж 1965 році хутір Полузір'я було перейменовано на Зорівку. На горі за 1 - 2 км від села  в бік військового аеродрому знахолиться великий курган Скитських часів. 
12 червня 2020 року, відповідно до розпорядження Кабінету Міністрів України № 721-р «Про визначення адміністративних центрів та затвердження територій територіальних громад Полтавської області», село увійшло до складу Полтавської міської громади. 
19 липня 2020 року, в результаті адміністративно - територіальної реформи та ліквідації Полтавського району (1925—2020), село увійшло до складу новоутвореного Полтавського району.
22 червня 2023 року рішенням Національної комісії зі стандартів державної мови віднесено до списку населених пунктів, які «можуть не відповідати лексичним нормам української мови», зокрема стосуватися «російської імперської чи колоніальної політики». Громаді рекомендовано обґрунтувати доцільність збереження поточної назви або запропонувати нову назву в установленому законодавством порядку.

## Географія
Село Зорівка знаходиться на берегах річки Полузір'я, нижче за течією на відстані 1,5 км розташоване село Андріївка. Річка в цьому місці пересихає. До села примикає великий садовий масив.